# Diez mil
Diez mil es un número natural que también se escribe 10 000, X ó 104 (esta última forma en notación científica).
| {\displaystyle diez\;mil=10^{4}=10.00000000\,} |

## Características
- En el SI se usó durante un tiempo miria- para indicar "diez mil".
- El sistema numérico griego antiguo, no se podía contar infinitamente como en el nuestro, al llegar al número diez mil, ya no contaban más (para ellos no existían más números). Este no fue un caso único en los sistemas numéricos primitivos.